# Coupe des nations de rink hockey 1950
Navigation
Coupe des nations 1949 Coupe des nations 1951
La Coupe des nations de rink hockey 1950 est la 24e édition de la compétition. La coupe se déroule en avril 1950 à Montreux.

## Déroulement
La compétition se compose d'un championnat à 8 équipes. Chaque équipes rencontrant les sept autres une seule fois.
L'Angleterre, absente de la précédente édition, fait son retour dans cette compétition qui sert de prélude au championnat du monde. Il s'agit de la première compétition voyant le retour de l'Allemagne depuis la seconde guerre mondiale.
La compétition est radiodiffusée par Squibbs.

## Résultats
|    | Équipes     | Pts | J | G | N | P | BP | BC | Diff |
| -- | ----------- | --- | - | - | - | - | -- | -- | ---- |
| 1º | Angleterre  | 21  | 7 | 7 | 0 | 0 | 34 | 12 | 22   |
| 2º | Portugal    | 19  | 7 | 6 | 0 | 1 | 29 | 8  | 21   |
| 3º | Italie B    | 15  | 7 | 4 | 0 | 3 | 21 | 20 | 1    |
| 4º | Espagne     | 13  | 7 | 3 | 0 | 4 | 27 | 20 | 7    |
| 5º | Montreux HC | 13  | 7 | 3 | 0 | 4 | 28 | 25 | 3    |
| 6º | Belgique    | 13  | 7 | 3 | 0 | 4 | 21 | 32 | -11  |
| 7º | France      | 11  | 7 | 2 | 0 | 5 | 17 | 28 | -11  |
| 8º | Allemagne   | 7   | 7 | 0 | 0 | 7 | 12 | 44 | -32  |

|             |  | Allemagne | Belgique | France | Italie | Espagne | Portugal | Angleterre |
| ----------- |  | --------- | -------- | ------ | ------ | ------- | -------- | ---------- |
| Montreux HC |  | 7-0       | 3-6      | 5-3    | 2-3    | 5-1     | 2-4      | 4-8        |
| Allemagne   |  |           | 3-6      | 3-5    | 1-5    | 1-9     | 1-6      | 3-6        |
| Belgique    |  |           |          | 5-2    | 2-4    | 0-7     | 1-7      | 1-6        |
| France      |  |           |          |        | 5-4    | 1-3     | 0-3      | 1-5        |
| Italie B    |  |           |          |        |        | 4-2     | 1-5      | 0-3        |
| Espagne     |  |           |          |        |        |         | 2-4      | 3-5        |
| Portugal    |  |           |          |        |        |         |          | 0-1        |
| Angleterre  |  |           |          |        |        |         |          |            |

## Classement final
La coupe d'Europe à Montreux,. Au soir de l'avant dernière journée de championnat l'Angleterre et le Portugal sont à égalité. Les britanniques obtiennent la victoire à Montreux.
| Place              | Équipe      |
| ------------------ | ----------- |
| Médaille d'or      | Angleterre  |
| Médaille d'argent  | Portugal    |
| Médaille de bronze | Italie B    |
| 4                  | Espagne     |
| 5                  | Montreux HC |
| 6                  | Belgique    |
| 7                  | France      |
| 8                  | Allemagne   |

| Vainqueur du tournoi de Montreux 1950 |
| ------------------------------------- |
| Angleterre 8°                         |